# Phycella
Phycella is een geslacht uit de narcisfamilie (Amaryllidaceae). De soorten komen voor in Chili en Noordwest-Argentinië.

## Soorten
- Phycella amoena (Phil.) Nic.García
- Phycella arzae (Phil.) Nic.García
- Phycella australis Ravenna
- Phycella brevituba Herb.
- Phycella chilensis (L'Hér.) Grau ex Nic.García
- Phycella cyrtanthoides (Sims) Lindl.
- Phycella davidii (Ravenna) Nic.García
- Phycella fulgens (Hook.f.) Nic.García
- Phycella germainii (Phil.) Nic.García
- Phycella lutea (Phil.) Nic.García
- Phycella maulensis (Ravenna) Nic.García & J.M.Watson
- Phycella ornata (Miers) Nic.García
- Phycella scarlatina Ravenna

... · 
Acis · 
Amaryllis · 
Boophone · 
Clivia · 
Crinum (Haaklelie) · 
Galanthus (Sneeuwklokje) · 
Hippeastrum · 
Hymenocallis · 
Leucojum (Narcisklokje) · 
Narcissus (Narcis) · 
Pancratium · 
Scadoxus · 
Sprekelia · 
Sternbergia · 
...